# Российско-панамские отношения

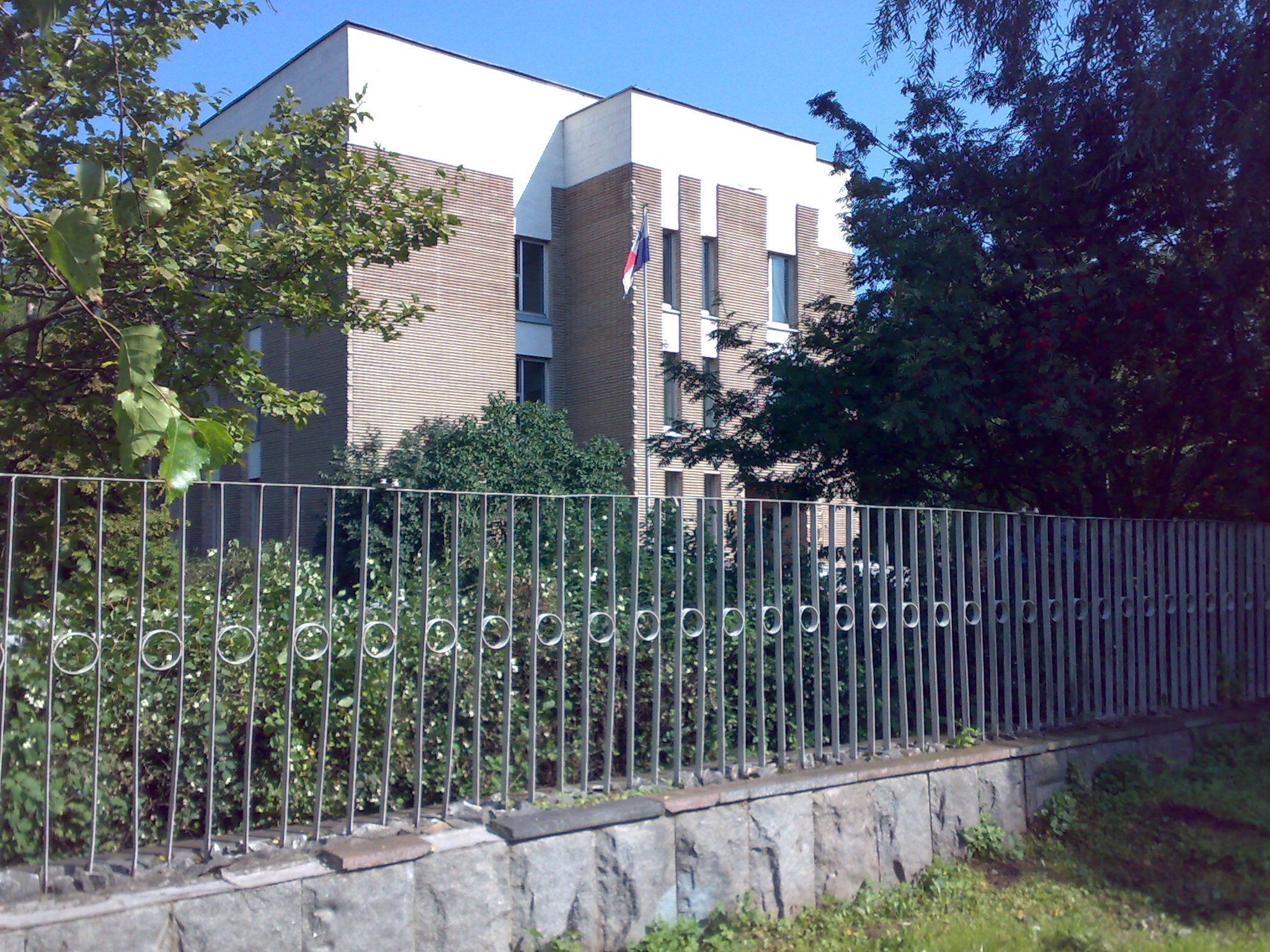
Посольство Панамы в Москве

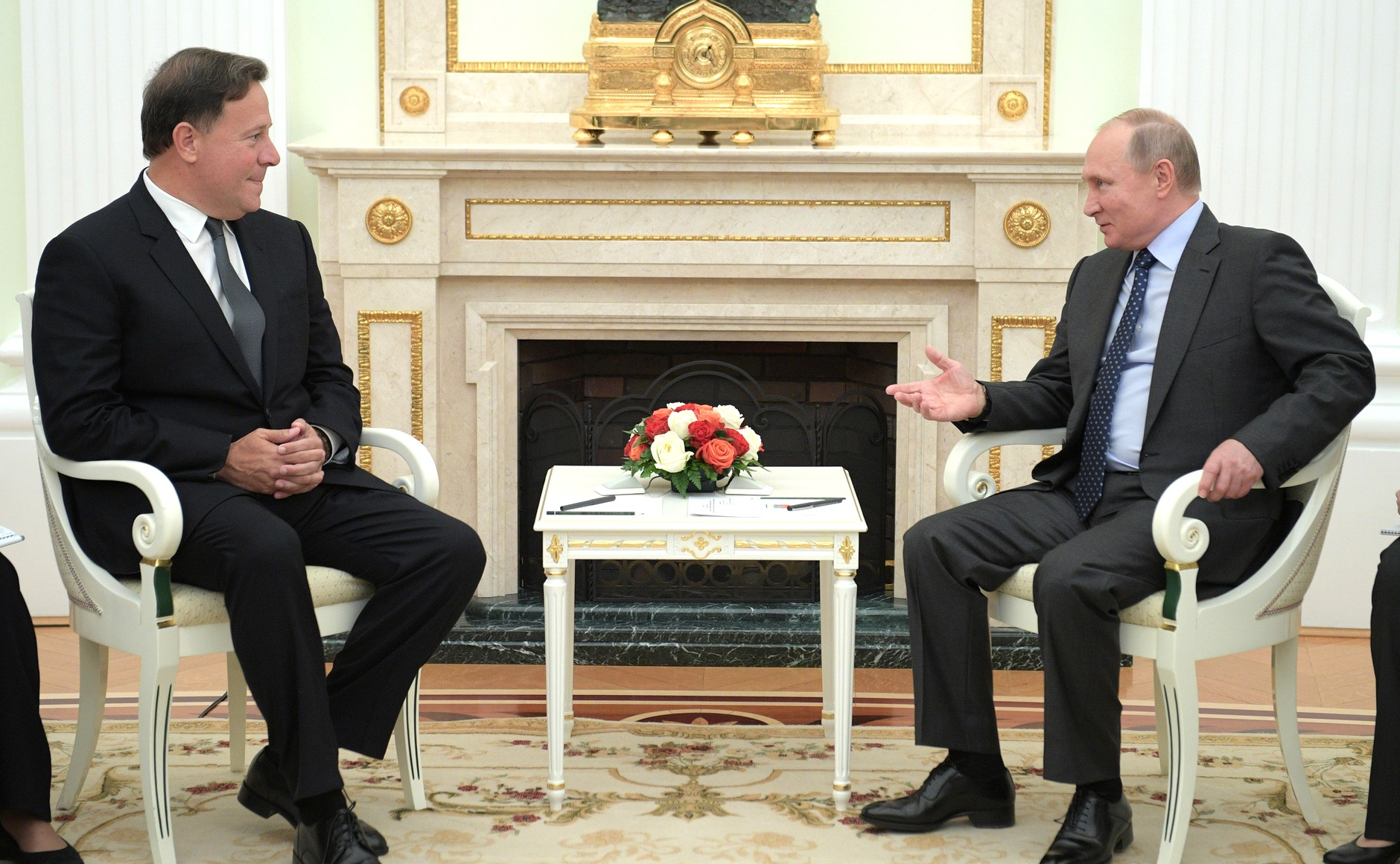
Встреча Президента России Владимира Путина с Президентом Панамы Хуаном Карлосом Варелой, 2018 год

Росси́йско-пана́мские отноше́ния — двусторонние отношения между Россией и Панамой.
Российская империя признала независимость Панамы 24 ноября 1903 года. Дипломатические отношения между двумя странами были установлены в советский период, 29 марта 1991 года. 2 января 1992 года Панама признала Российскую Федерацию государством-продолжателем СССР. В сентябре 1993 года в Панаме стало работать Генеральное консульство России, преобразованное в марте 1995 в посольство. Посольство Панамы открылось в Москве в июле 1994 года. 
В 1994 году в ходе визита в Москву министра иностранных дел Панамы была подписана Декларация о принципах отношений между странами. В 1997 на встрече глав МИД двух стран в Боготе были заключены Договор о принципах отношений между двумя странами и Соглашение о сотрудничестве в борьбе против незаконного оборота наркотиков. В 2003 и 2007 состоялись визиты в Москву министра иностранных дел Панамы, по итогам которых подписаны межправительственные соглашения о торговом судоходстве и о сотрудничестве в области туризма, а также соглашение о сотрудничестве между дипломатическими академиями двух стран.
Послом России в Панаме с 8 октября 2024 года является Константин Гаврилов.